# En hverdag som andres
En hverdag som andres er en dansk dokumentarfilm fra 1982 instrueret af Anders Odsbjerg efter eget manuskript.

## Handling
Filmen fortæller - uden tørre facts - hvordan psykisk udviklingshæmmede oplever en hverdag som andre, når blot samfundet og omgivelserne giver dem de rette betingelser. De fire hovedpersoner kan opfattes som udtryk for tre forskellige livsperioder hos en "gennemsnits" - psykisk udviklingshæmmet blandt de bedre fungerende: den skolesøgende hjemmeboende, den voksne institutionsbeboer og et yngre par i selvstændig bolig - eller blot som portrætter af fire mennesker.